# Frédérique-Dorothée de Brandebourg-Schwedt
Frédérique-Dorothée de Brandebourg-Schwedt, née le 18 décembre 1736 à Schwedt-sur-Oder et morte le 9 mars 1798 à Stuttgart, est une duchesse de Wurtemberg.

## Biographie
Frédérique-Dorothée de Brandebourg-Schwedt est l'une des nièces du roi Frédéric II de Prusse. Elle appartient à la foi réformée, alors que son époux est catholique. Elle élève ses enfants comme luthériens, avec l'accord du conseil luthérien. De 1769 à 1792, elle réside au château de Montbéliard, le comté dont il est le centre étant dirigé par son époux. Elle doit partir au moment de la Révolution. Son époux reste à la tête du Wurtemberg entre 1795 et sa mort en 1797.

## Famille
Frédérique-Dorothée est la fille de Frédéric-Guillaume de Brandebourg-Schwedt et de Sophie-Dorothée de Prusse, sœur de Frédéric II de Prusse.
Le 2 novembre 1753, elle épouse Frédéric-Eugène de Wurtemberg. Il succède à son frère en 1795. Ils ont douze enfants :
- Frédéric III (1754-1816), duc en 1797, prince-électeur en 1803, puis roi du Wurtemberg à partir de 1805 (première branche) épouse en 1780 Augusta de Brunswick-Wolfenbüttel puis en 1797 Charlotte de Grande-Bretagne (1766-1828).
- Louis-Frédéric (1756-1817), général dans l'armée prussienne. En 1784, il contracta une union avec la princesse catholique Marie Czartoryski (1768-1854) dont il divorça en 1793. En 1797, il épousa Henriette de Nassau-Weilbourg (1780-1857). Son fils, Alexandre, fonda la branche morganatique, dite des ducs de Teck.
- Eugène-Frédéric (1758-1822), duc de Wurtemberg-Stuttgart, qui fut général de cavalerie dans l'armée prussienne (troisième branche). En 1787, il épouse Louise de Stolberg-Gedern.
- Sophie-Dorothée (1759 -1828), mariée en 1776 au tsar Paul Ier de Russie et mère des tsars Alexandre Ier et Nicolas Ier.
- Guillaume (1761-1830), qui contracta une union morganatique avec Wilhelmine von Tunderfeldt-Rhodis, son fils, Frédéric, fonda la branche des ducs d'Urach (prétendante au trône princier de Monaco). Il est aussi le grand-père de Mindaugas II de Lituanie.
- Ferdinand Frédéric Auguste de Wurtemberg (1763-1834), duc de Wurtemberg, en 1795 il épousa Albertine de Schwarzbourg-Sondershausen (1771-1829), il divorça en 1801. En 1817, il épousa Pauline de Metternich-Winnebourg (1771-1855) (sœur de Klemens Wenzel von Metternich).
- Frédérique de Wurtemberg (1765-1785), en 1781 elle épousa le duc Pierre Ier d'Oldenbourg (1755-1829).
- Élisabeth (1767-1790), en 1788 elle épousa le futur empereur François II.
- Wilhelmine, morte à la naissance en 1768.
- Charles (1770-1791)
- Alexandre de Wurtemberg (1771-1833), duc de Wurtemberg. Il fonda la cinquième branche de la Maison de Wurtemberg. Épouse, en 1798, Antoinette de Saxe-Cobourg-Saalfeld dont Alexandre qui épouse Marie d'Orléans, fille du roi des Français Louis-Philippe Ier ;
- Henri-Charles de Wurtemberg (1772-1838), duc de Wurtemberg, en 1798 il épousa Caroline Alexeï, créée Freifrau von Hochberg und Rottenburg, puis comtesse von Urach.